# Palacio de Hacienda
El Palacio de Hacienda es un edificio ubicado en el barrio de Monserrat, ciudad de Buenos Aires. Se encuentra frente a la Casa Rosada, sede del Poder Ejecutivo Nacional, sobre la calle Hipólito Yrigoyen entre Balcarce y la Avenida Paseo Colón, en diagonal con la Plaza de Mayo. Actualmente tiene sede allí el Ministerio de Economía de la Nación.

## Historia

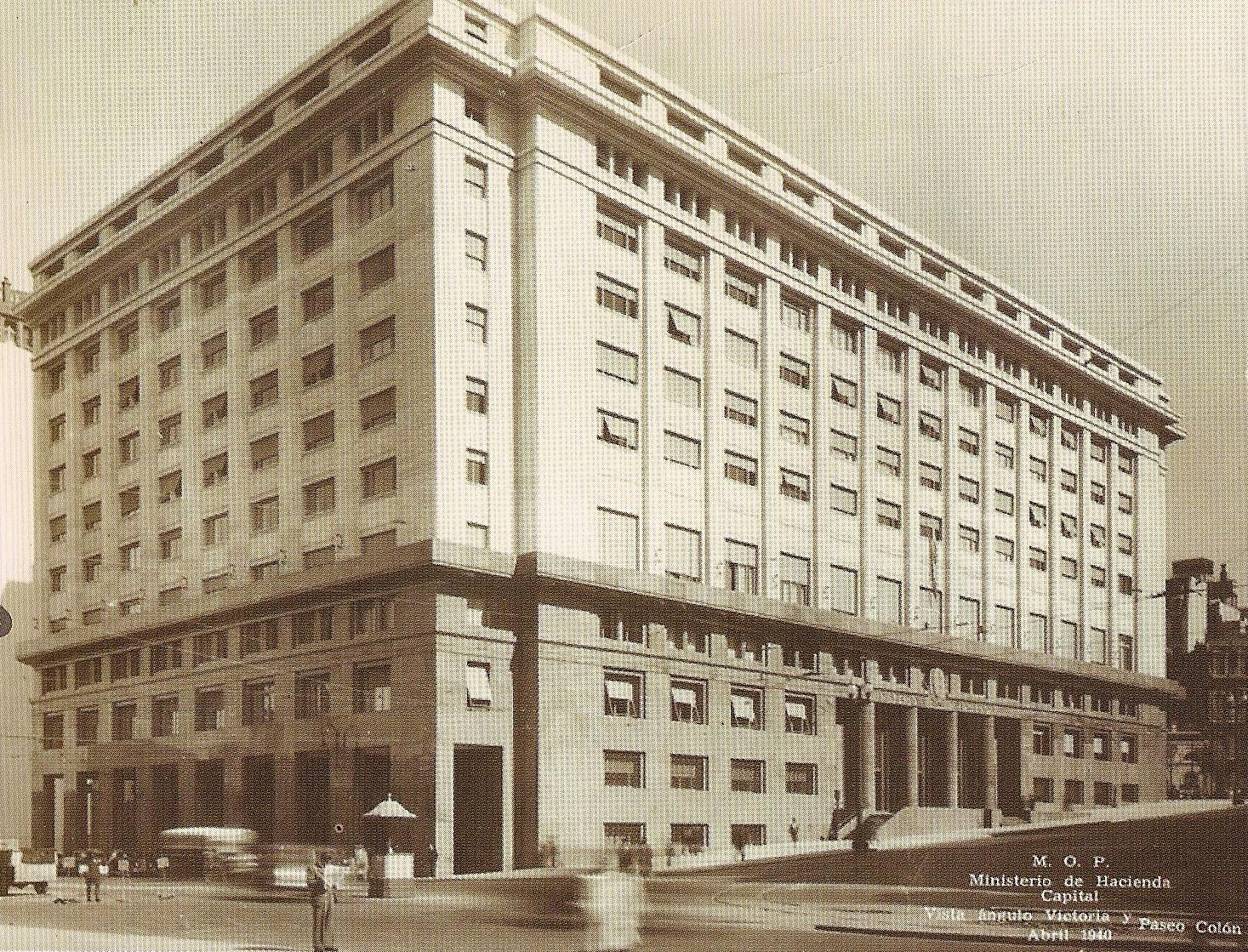
Palacio de Hacienda

Hacia mediados de la década de 1930 se decidió construir un edificio destinado a alojar al entonces Ministerio de Hacienda. Para ello se eligió el terreno enfrentado a la Casa de Gobierno que estaba ocupado desde 1858 por el edificio proyectado por el ingeniero inglés Edward Taylor para Rentas Nacionales.

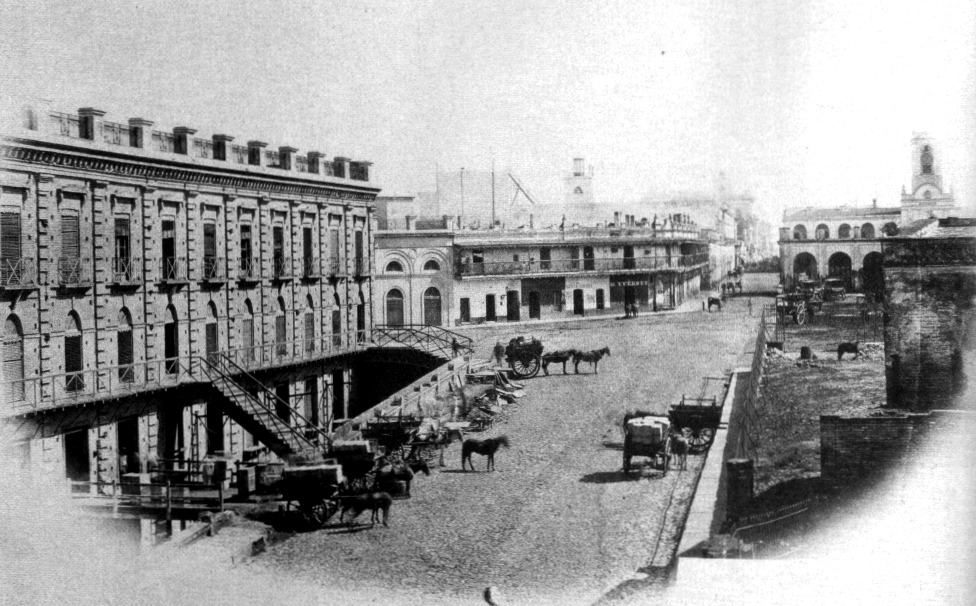
Edificio de Rentas Nacionales (1867)

El 12 de enero de 1937, por decreto el Poder Ejecutivo autorizó el proyecto y el presupuesto para la construcción de la primera etapa del Palacio de Hacienda, obra a cargo de la Dirección General de Arquitectura del Ministerio de Obras Públicas. El Edificio de Rentas Nacionales fue demolido en el mes de mayo y comenzaron los trabajos para levantar el nuevo Ministerio.
La licitación para llevar las obras adelante fue ganada por la empresa constructora Fernando Vannelli e Hijos, y éstas comenzaron inmediatamente. Hacia 1939 el nuevo Palacio de Hacienda comenzó a ser ocupado por diversas dependencias. La inauguración del edificio fue el 27 de diciembre de ese año, y en el acto participaron el ministro de hacienda Pedro Groppo y el presidente Roberto M. Ortiz.
En su comienzo alojó la Tesorería General de la Nación, la Contaduría General, la Dirección de Administración, y las dependencias directas del Ministerio de Hacienda: la Administración de Contribución Territorial, la Administración de Impuestos Internos, la Dirección General de Estadísticas y la Procuración del Tesoro. Años más tarde, alojaría también a la empresa estatal de electricidad SEGBA.
Con la compra de los dos inmuebles adyacentes, uno sobre la Avenida Paseo Colón y otro sobre la calle Balcarce, las obras de la segunda etapa del edificio comenzaron en 1949 y fueron concluidas al año siguiente. Nuevamente el proyecto fue de la Dirección General de Arquitectura y los trabajos estuvieron a cargo de Fernando Vannelli e Hijos.

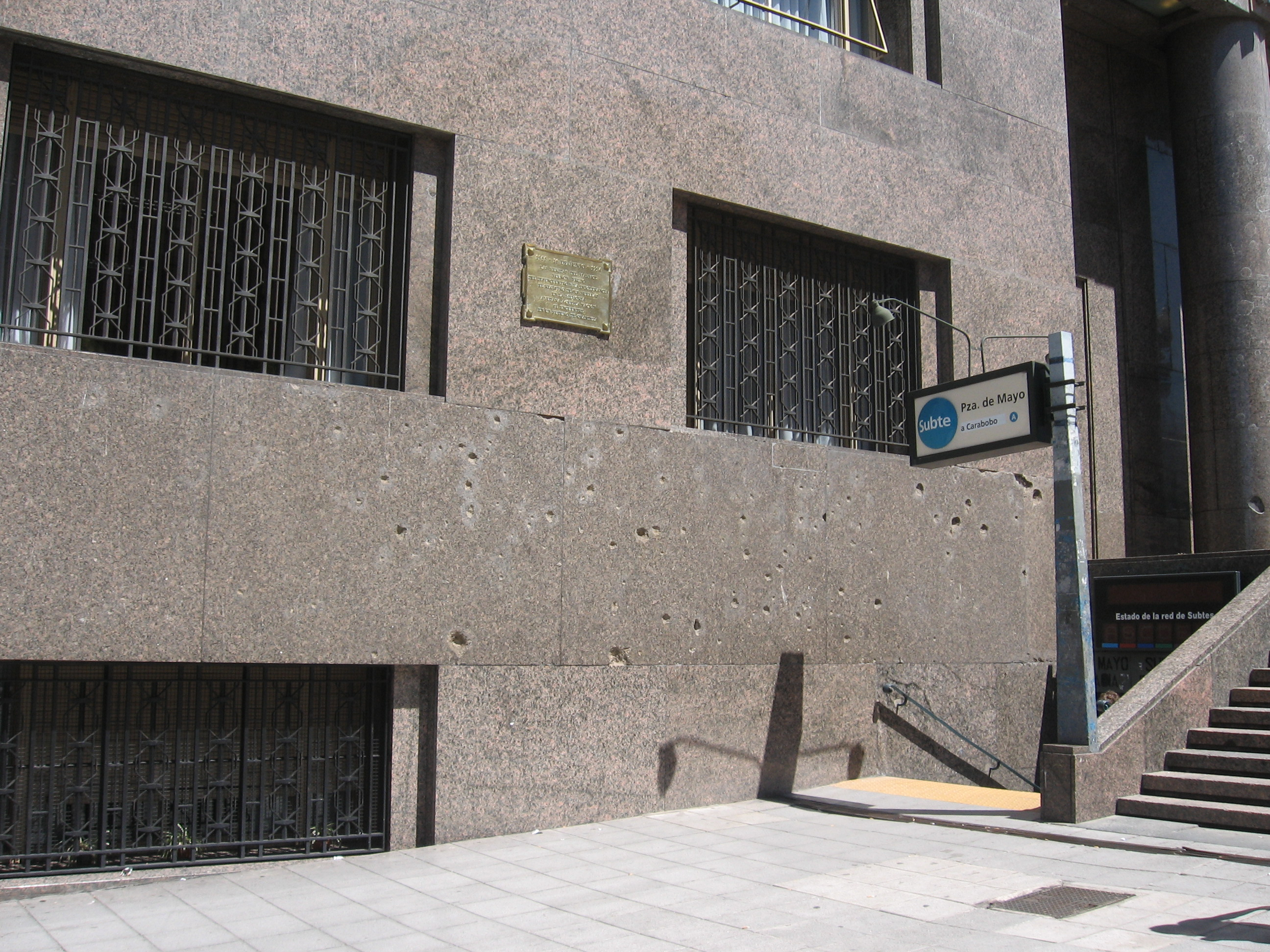
Balazos en el edificio

Durante los bombardeos a la Plaza de Mayo realizados el 16 de junio de 1955 con el objetivo de derrocar al gobierno del presidente Juan Domingo Perón, varias bombas que cayeron sobre la plaza dañaron los mármoles del Palacio de Hacienda. Las marcas y agujeros dejados por las esquirlas permanecieron en el revestimiento de granito hasta que en la década de 1990 una restauración solo dejó pocos rastros de los hechos. Una placa los recuerda hoy, y a los muertos de aquel día.
Durante la década de 1990 serían anexados al Palacio de Hacienda una por una, todas las demás construcciones que componen la manzana entre las calles Hipólito Yrigoyen, Balcarce y Adolfo Alsina y el Paseo Colón. Entre ellas, el Railway Building y el edificio que había sido construido para el Banco Alemán Transatlántico y que muchos erróneamente confunden con el Palacio de Hacienda, guiados por su arquitectura fastuosa.

## Descripción

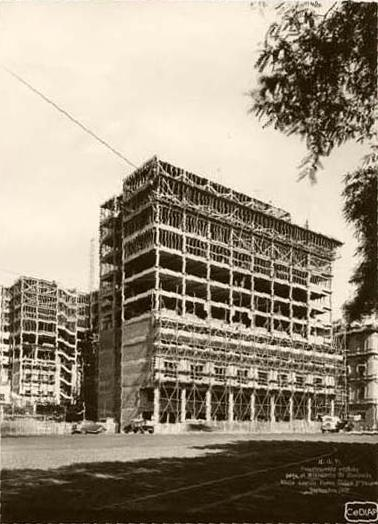
Obra en 1937

El proyecto elegido en 1936 fue el del empleado de la Dirección General de Arquitectos Antonio Pibernat, también creador del edificio del Hotel Alvear. Consistía en un edificio de 16 plantas (2 subsuelos, planta baja y 13 pisos altos) ubicado sobre la barranca de unos 5 metros hasta la cual hasta mediados del siglo XIX llegó el Río de la Plata, luego retirado con obras de relleno y el Puerto Madero. Es por ello que el Palacio de Hacienda tiene un piso más sobre Paseo Colón que sobre la calle Balcarce.
La fachada sigue los planteos del academicismo: basamento destacado, columnas, desarrollo y cornisa, pero de una forma simplificada, lo que lo enmarca dentro del Clasicismo despojado. La entrada principal del Palacio de Hacienda, con su escalinata sobre la calle Yrigoyen, se compone de un pórtico de 4 columnas que da al hall principal, a la altura del 2.º piso (Mesa de Entradas). El acceso por la calle Balcarce, también resuelto con pórtico de 4 columnas, está a la altura del 3.º piso (Contribución Territorial y Tesorería de Pensiones), y el de la Avenida Paseo Colón, a la del 1.º piso (acceso a la Tesorería General de la Nación). Por este último lado, se construyó un acceso para el ministro, a la cochera y además al gran patio interno.
El hall principal de la calle Yrigoyen fue decorado con dos estatuas de bronce de Pedro Zonza Briano, Tierra Fecunda y Frutos de la Tierra; y dos cuadros: Economía Nacional de Césareo Bernaldo de Quirós y La Pesca de Gregorio López Naguil. El acceso por la calle Balcarce recibió los cuadros de Jorge Soto Acébal Primer Trueque y Principios de la Corriente Inmigratoria. El despacho del Ministro fue decorado con el cuadro de Francisco Vidal Riqueza Nacional. Otras 11 obras pictóricas fueron distribuidas a lo largo del edificio de 1940, realizadas por diversos autores y todas referentes a las actividades económicas de la Argentina y a la riqueza. Incluso, algunas de Antonio Pibernat.
El frente fue decorado con granito rosado en su basamento, y en travertino en el desarrollo y remate. Las lámparas que iluminaron los pasillos y los vitrales en las escaleras se realizaron en estilo art déco, y aún hoy se conservan.
De los 38 000 m² que poseía la primera etapa del edificio, 15 000 fueron destinados a oficinas, y 22 500 a escaleras, ascensores, pasillos, vestíbulos, sanitarios y otros. La estructura de hormigón fue confinada a la empresa Hugo Rottin, los aires acondicionados fueron Arnott & Co. Ltd., los sanitarios fueron Hasenclever y Cía., los parqués colocados por Tassara, Vaccarezza y Cía., y varios trabajos fueron realizados por Siemens.
En 1939 se aprobaron los planos para construir un pasillo que conectara directamente al edificio con la estación de subterráneo Plaza de Mayo de la línea A, y este aún se utiliza con acceso restringido para los empleados. Además, otra salida de uso libre se encuentra bajo las escalinatas de la calle Hipólito Yrigoyen.